# Klaus Gronewald

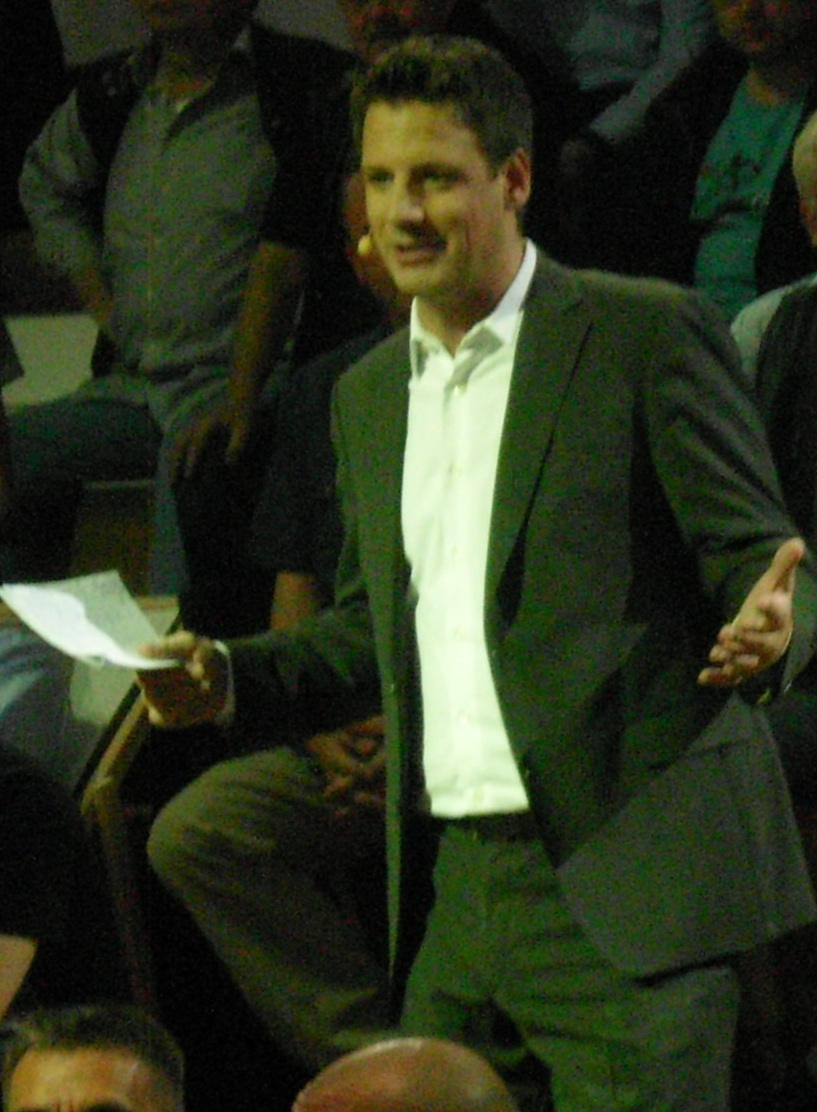
Klaus Gronewald auf der Internationalen Funkausstellung in Berlin 2011

Klaus Gronewald (* 13. April 1971 in Dachau) ist ein deutscher Sportjournalist, Fernsehmoderator und Unternehmer.

## Leben und Wirken
Gronewald war 17 Jahre beim Fußballverein Post SV Augsburg aktiv. Nach dieser Zeit begann er eine Laufbahn als Sportjournalist, sammelte 1994 Erfahrungen als Volontär beim Radiosender Radio Fantasy und war ab 1995 in der Sportredaktion eines anderen Radiosenders tätig. Seit 1998 arbeitet Klaus Gronewald für den deutschen Privatsender Sport1 (ehemals DSF) als Moderator und moderiert die Sendungen Fußball Live, Bundesliga aktuell, Bundesliga – Der Sonntag, Hattrick und 2001–2002 die Quizshow Duell. Seit der Saison 2008/2009 moderierte er gelegentlich den Doppelpass auf Sport1. Außerdem produzierte und moderierte Klaus Gronewald 2009–2016 einmal im Monat den Audi Star Talk bei Sport1 bzw. ab 2014 bei Sky Deutschland. Ab Beginn der Saison 2009/10 moderierte er Spiele der Fußball-Bundesliga auf LIGA total!, bis der Sender 2013 eingestellt wurde.
Gronewald ist Gründer und Geschäftsführer der auf die Produktion von Videos und Branded Content (englisch ‚Markeninhalte‘) spezialisierten KG Media Factory GmbH mit Sitz in Unterföhring bei München, die er 1998 als Groenewald Medien GmbH mit Sitz in Berlin gegründet hat. Das Unternehmen beschäftigte im Geschäftsjahr 2017 durchschnittlich 52 Mitarbeiter.
Er ist verheiratet mit Sandra Maria Gronewald; das Paar hat gemeinsam eine Tochter und einen Sohn.